# Cicindela tenuisignata
Cicindela tenuisignata este o specie de insecte coleoptere descrisă de Leconte în anul 1851. Cicindela tenuisignata face parte din genul Cicindela, familia Carabidae. Această specie nu are alte subspecii cunoscute.